# هانس والون
هانس والون (انگلیسی: Hans Wallén؛ زادهٔ ۱۹ ژانویهٔ ۱۹۶۱) قایقران قایق بادبانی اهل سوئد است.